# Saadoun Hammadi
 (juillet 2019).
Si vous disposez d'ouvrages ou d'articles de référence ou si vous connaissez des sites web de qualité traitant du thème abordé ici, merci de compléter l'article en donnant les références utiles à sa vérifiabilité et en les liant à la section « Notes et références ».
Saadoun Hammadi, né le 22 juin 1930 à Kerbala (Irak) et mort le 14 mars 2007 en Allemagne, est un homme d'État irakien, Premier ministre du 23 mars au 13 septembre 1991.

## Biographie
Il a obtenu une maîtrise en économie de l'université américaine de Beyrouth en 1952 et un doctorat dans la même discipline de l'université du Wisconsin à Madison en 1956.
Il fut ministre des Affaires étrangères (ar) de 1974 à 1983.
Lors de l'invasion des Américains en 2003, il est emprisonné. En février 2004, après 9 mois d'incarcération, il est relâché. Il quitte alors l'Irak occupée pour le Qatar.
Il meurt d'une leucémie dans un hôpital allemand, le 14 mars 2007.